# Pharaphodius impurus
Pharaphodius impurus är en skalbaggsart som beskrevs av Roth 1851. Pharaphodius impurus ingår i släktet Pharaphodius och familjen Aphodiidae. Inga underarter finns listade i Catalogue of Life.